# How It Ends
How It Ends jest czwartym albumem studyjnym amerykańskiego kwartetu wokalno-instrumentalnego DeVotchKa, wydanym przez Cicero Recordings w 2004 roku. Tytułowa piosenka How It Ends znalazła się na 101. pozycji w zestawieniu UK Singles Chart.

## Lista utworów
- 1."You Love Me" – 4:02
- 2."The Enemy Guns" – 4:21
- 3."No One Is Watching" – 0:25
- 4."Twenty-Six Temptations" – 4:12
- 5."How It Ends" – 6:59
- 6."Charlotte Mittnacht (The Fabulous Destiny of...)" – 3:06
- 7."We're Leaving" – 4:42
- 8."Dearly Departed" – 5:12
- 9."Such a Lovely Thing"  – 4:40
- 10."Too Tired" – 4:00
- 11."Viens Avec Moi" – 5:01
- 12."This Place Is Haunted" – 3:19
- 13."Lunnaya Pogonka" – 5:18
- 14."Reprise" – 1:45

## Wykorzystanie w popkulturze
Piosenkę tytułową How It Ends wykorzystano następująco:
- w trailerze filmu Lieva Schreibera Wszystko jest iluminacją (2005)
- w trailerze filmu Jonathana Daytona Mała miss (2006)
- w trailerze filmu Randalla Millera Bootle Schock (2008)
- w soundtracku do filmu Petera Mortimera First Ascent
- w trailerze konsolowej gry akcji Gears of War 2
- w reklamie promującej 4. sezon amerykańskiego serialu telewizyjnego Zaklinacz dusz w telewizji Sky Living
- podczas napisów końcowych czwartego odcinka drugiego sezonu norweskiego serialu telewizyjnego Dag
- w niemieckiej reklamie Nutelli
- w 4. odcinku 4. serii brytyjskiego serialu science-fiction Wyklęci

Piosenkę Dearly Departed wykorzystano w filmie Philipa Hoffmana Jack Goes Boating (2010)